# 威克斯 (阿肯色州)
威克斯（英語：Wickes）是一個位於美國阿肯色州波爾克縣的城市。

## 地理
威克斯的座標為34°18′05″N 94°20′06″W / 34.30139°N 94.33500°W，而該地的平均海拔高度為314米（即1030英尺）。

## 人口
根據2020年美國人口普查的數據，威克斯的面積為6.06平方千米，當中陸地面積為6.01平方千米，而水域面積為0.05平方千米。當地共有人口753人，而人口密度為每平方千米124人。